# 津浜都市間鉄道
津浜都市間鉄道（しんひんとしかんてつどう、中文表記: 津滨城际铁路、英文表記: Tianjin–Binhai Intercity Railway）は中華人民共和国の天津市内にある高速鉄道である。総延長は44.815kmであり、天津市街と浜海新区を結ぶ。2009年10月に着工され、2014年に工事完了、2015年9月20日に開業した。京津都市間鉄道の延伸区間でもあり、北京南駅と于家堡駅の間の所要時間は1時間02分、天津駅と于家堡駅の間の所要時間は最速23分である。

## 使用車両
- 中国高速鉄道CRH3型電車

## 駅一覧
- 背景色が■で、かつ斜体字で表示している駅は現在施設が供用されていない、または完成していないことを示す。

| 駅名       | 駅名         | 駅名                | 駅間 キロ | 累計 キロ | 接続路線・備考                                                                                               | 所在地 | 所在地   |
| 日本語     | 簡体字中国語 | 英語                | 駅間 キロ | 累計 キロ | 接続路線・備考                                                                                               | 所在地 | 所在地   |
| ---------- | ------------ | ------------------- | --------- | --------- | --- | ------ | -------- |
| 天津駅     | 天津站       | Tianjin             | 0         | 0         | 中国国鉄:■京哈線、■津薊線 ■京津都市間鉄道 ■津秦旅客専用線 ■天津地下鉄2号線 ■天津地下鉄3号線 ■天津地下鉄9号線 | 天津市 | 河北区   |
| 機場西駅   | 机场西站     | Jichangxi           | 未開業    | 未開業    | | 天津市 | 東麗区   |
| 軍糧城北駅 | 军粮城北站   | Junliangcheng North |           |           | ■津秦旅客専用線                                                                                              | 天津市 | 東麗区   |
| 塘沽駅     | 塘沽站       | Tanggu              |           |           | | 天津市 | 浜海新区 |
| 于家堡駅   | 于家堡站     | Yujiapu             |           | 44.815    | | 天津市 | 浜海新区 |